# Vaarasaari (ö i Lappland, Tornedalen)
Vaarasaari är en ö i Finland. Den ligger i sjön Miekojärvi och i kommunen Pello i den ekonomiska regionen  Tornedalens ekonomiska region  och landskapet Lappland, i den norra delen av landet, 700 km norr om huvudstaden Helsingfors. Öns area är 8,36 kvadratkilometer och dess största längd är 5,3 kilometer i nord-sydlig riktning.